# Зіньківська фортеця
Зіньківська фортеця 17–18 ст. — заснована на початку 17 ст. одночасно із слободою Зіньків (згодом сотенне і полкове місто). Розташована на підвищеній мисоподібній терасі правого берега річки Грунь-Ташані при впадінні в неї струмка Корецький.

## Опис
Підступи до фортеці й міста захищав великий став, утворений греблею з млинами. Як свідчать плани 18 ст., фортеця поділялася на дві частини. З Півдня і Заходу перешийок півострова перетинав поперечний вал із ровом довжиною близько 200 саж., інший вал довжиною близько 140 саж. перекривав місцевість впоперек на відстані близько 200 саж. від першого. На валах стояли палісади, тини, башти. На території фортеці, куди вели кілька воріт, хвірток, вилазів, розміщувалися 5 дерев'яних храмів, будинки, адміністративних установ, торгові ряди, школа, шпиталь та ін. У кінці 18 ст. фортеця занепала. Залишки земляних укріплень зникли у 19 ст. (сьогодні лише існує, як свідчення тих часів вулиця Валова).

### Історичні події
1648—1687 роки Зіньків входив як сотенне містечко до Гадяцького та Полтавського полків. В цей же період, у 1662—1672 рр. був центром Зіньківського полку. Перебував у центрі подій громадянської війни (руїни). Ставши на бік М.Пушкаря витримав у 1658 році облогу військ І. Виговського. Проте, після підписання «вічного миру» 1687 року між Річчю Посполитою і Московською державою, у місті вибухнуло повстання. Події були настільки серйозні, що до Гадяча змушені були втекти міське керівництво, полковий осавул і його свита.
Під час Північної війни 29 грудня 1708 року війська Карла XII підійшли до містечка та висунули вимогу мирно пустити їх за стіни фортеці. Жителі відмовилися. Після кількох годин запеклого бою шведи захопили укріплення.
Карл XII 30 грудня уже стояв під Зіньковом. Тамтешній люд, а також селяни-втікачі спершу затялися не впускати шведів і лише, коли ті підтягнули артилерію, здалися на ласку переможців. Король, як свідчить Поззе, відпустив селян з усім їхнім добром. За Петре й Зільтманом, погрозу застосувати артилерію було висунуто після того, як Войнаровський, навідавшись до міста для переговорів, повернувся звідти ні з чим. Інший учасник походу Кагг стверджує, що козаки Зінькова відмовилися передати місто без Мазепиного наказу і, щойно надійшло таке розпорядження (31 грудня), відчинили міську браму перед шведами.

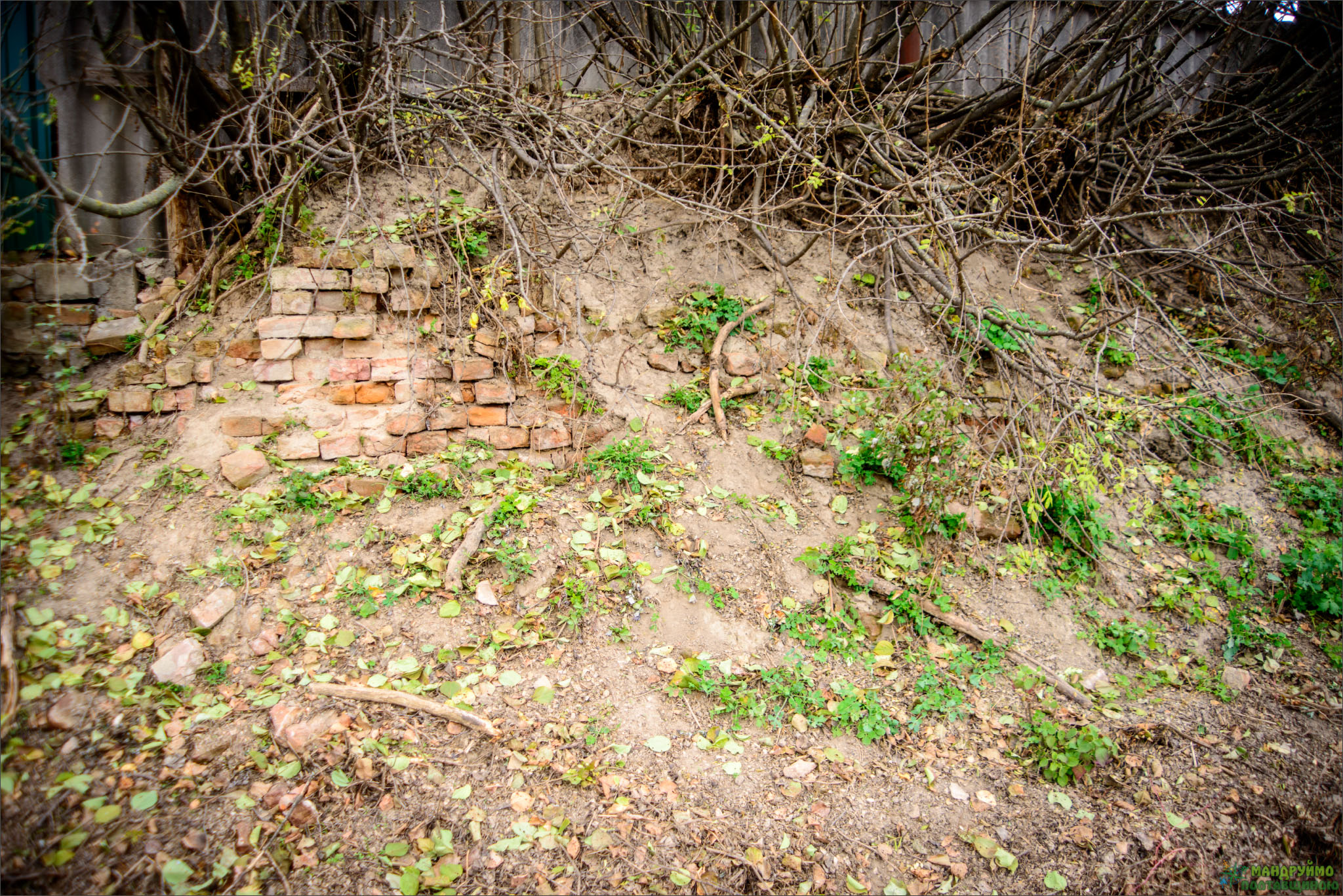
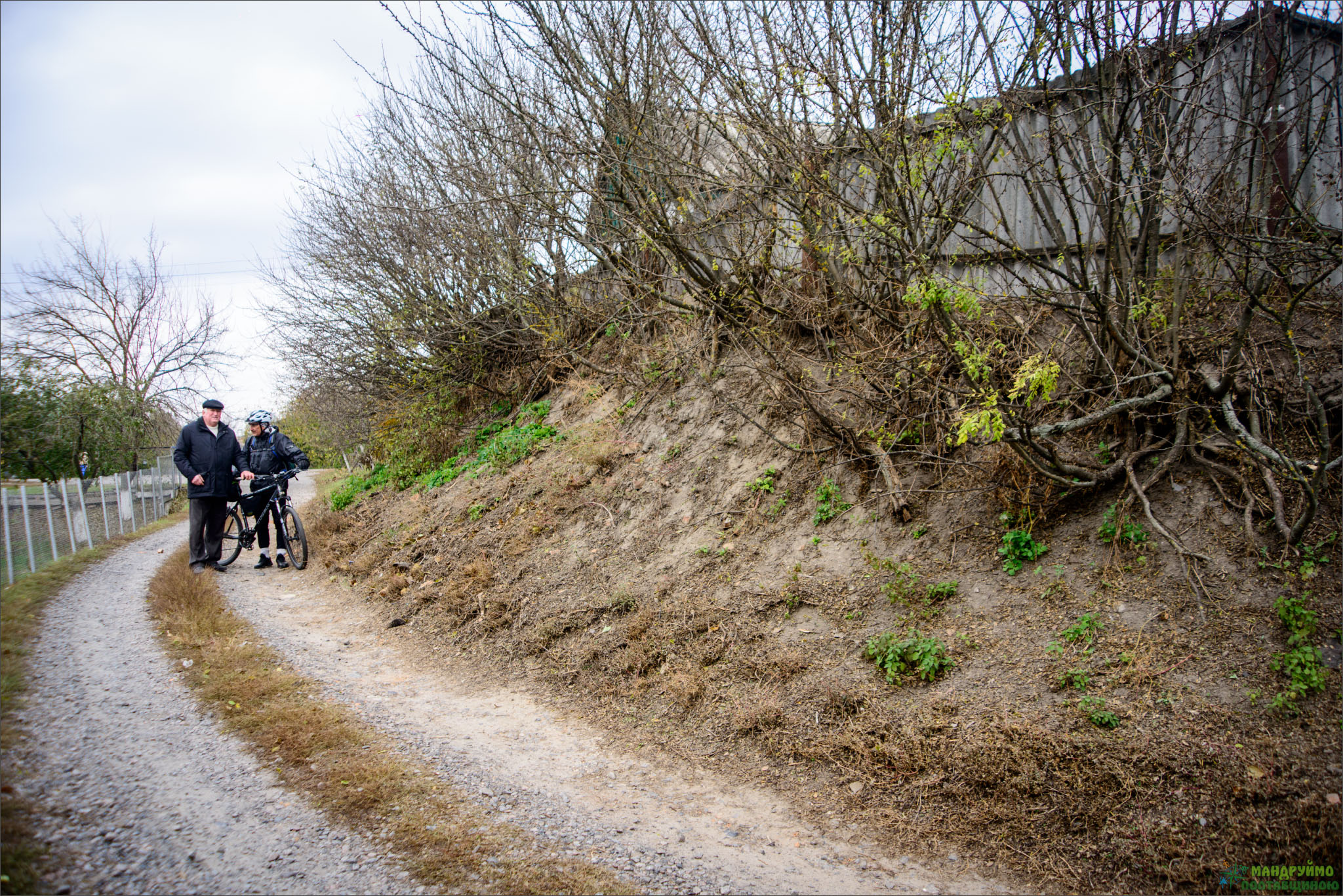
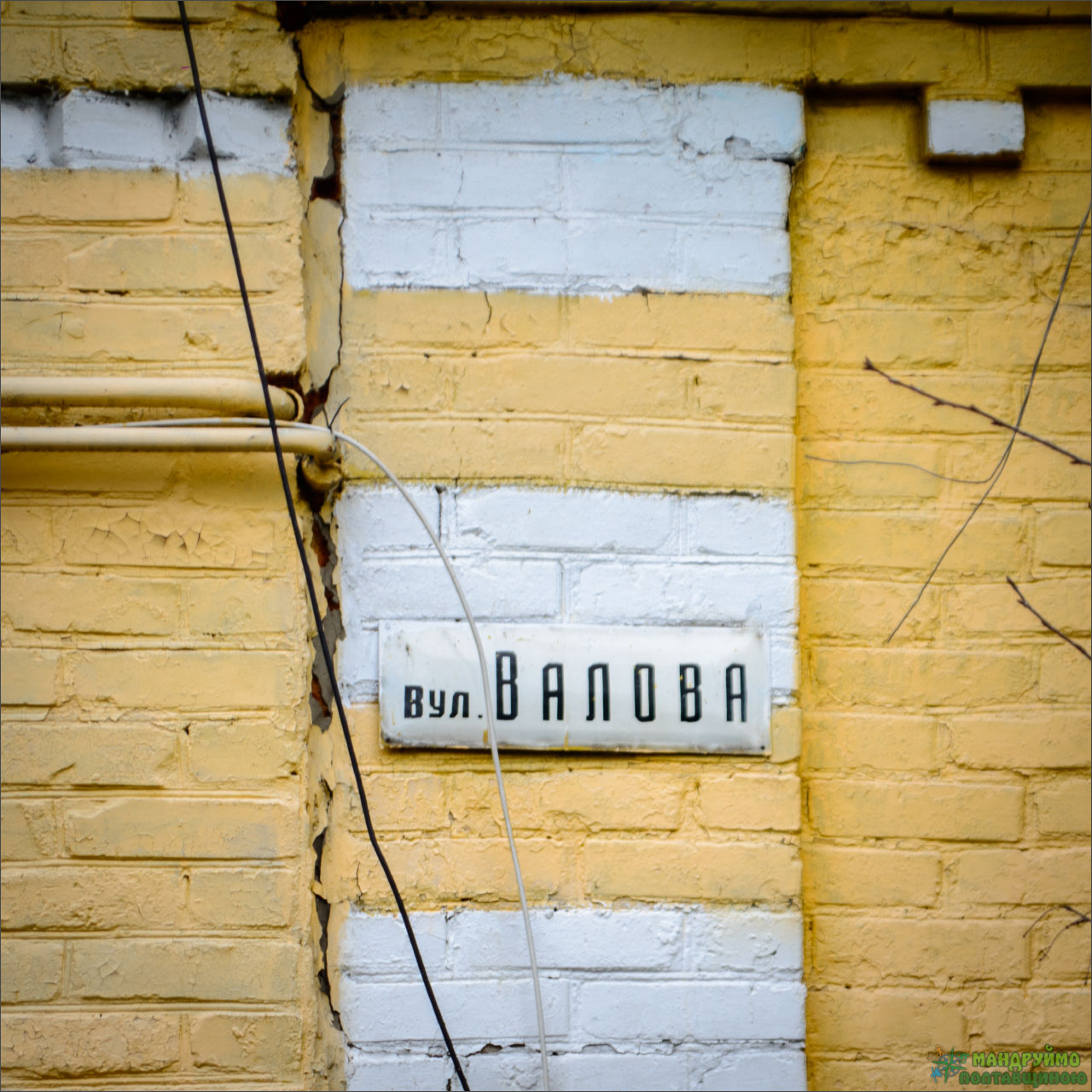
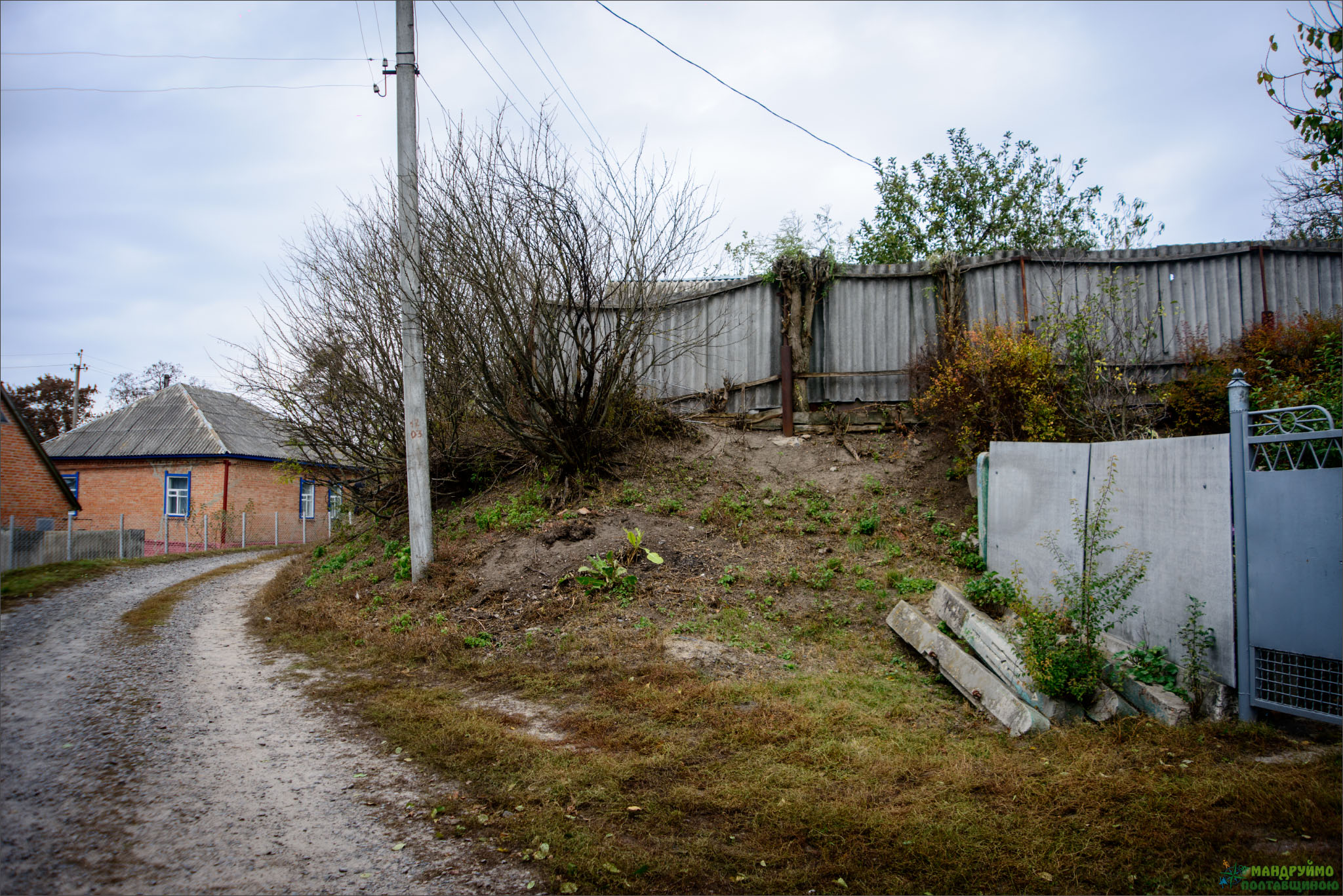
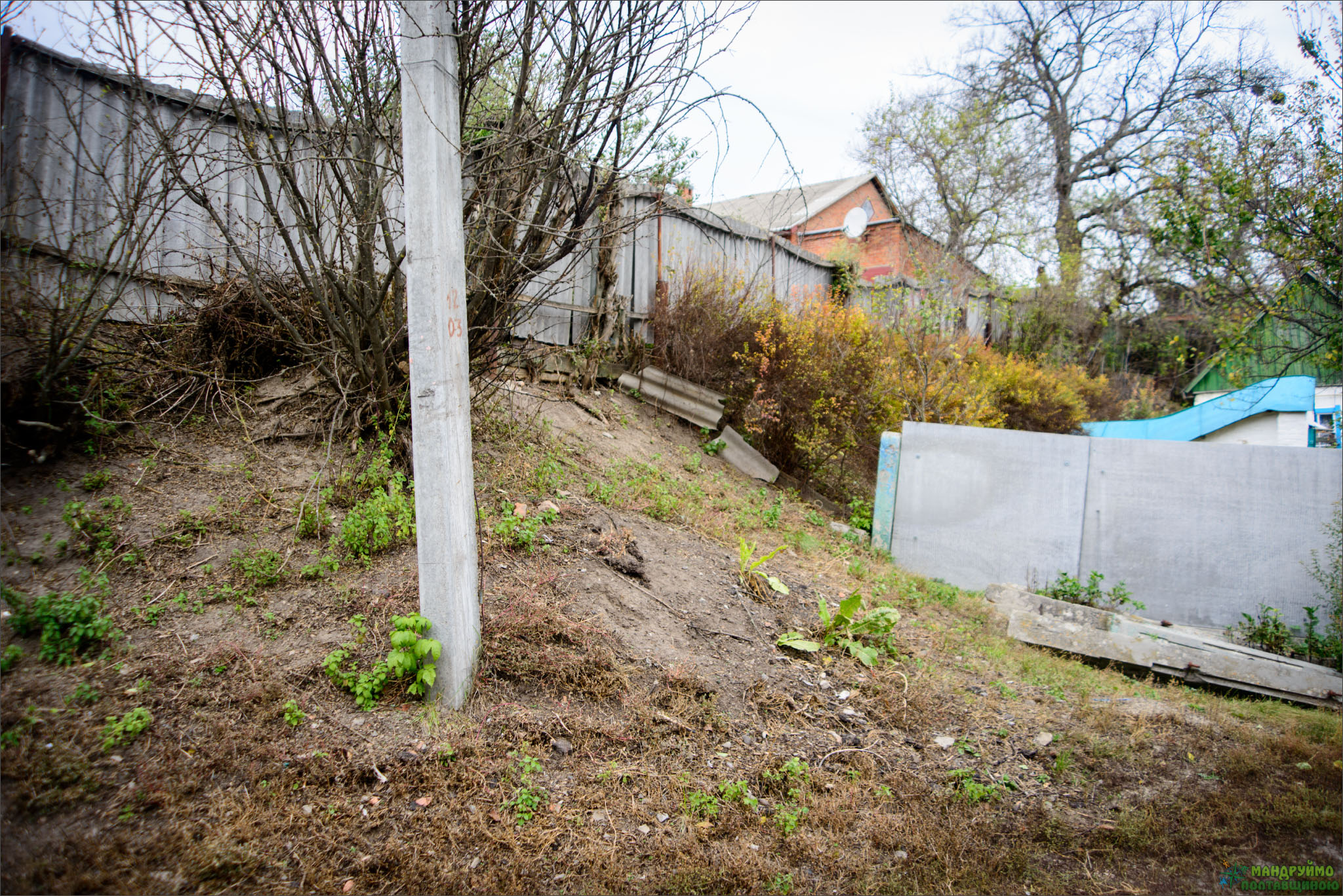